# Baltische Kommissions-Bank
Baltische Kommissions-Bank A.G. (Bałtycki Bank Komisyjny S.A.) – bank o kapitale mieszanym polsko-gdańskim działający w Gdańsku w latach 1897–1939.

## Historia
Zarejestrowany przed 1897 pod nazwą Baltische Kommissionsbank Stefan v. Grabski & Co. Bank m.in. wspierał eksport płodów rolnych i cukru, jak i import wyrobów przemysłowych na ziemie zaboru rosyjskiego. Po I wojnie światowej zmieniono nazwę na Baltische Komissions Bank GmbH & Co. Kommanditgesellschaft (Bałtycki Bank Komisowy Sp. z o.o., Tow. Komandytowe). Wprowadzone przez miejscowe władze restrykcje bankowe zmusiły w 1934 do przekształcenia banku w spółkę akcyjną. Do dotychczasowych akcjonariuszy dołączyli: Bank Cukrownictwa S.A., Związek Zachodnio-Polski Przemysłu Cukrowniczego, Aleksander Kurecki (Warta Speditions-GmbH) i dr Franciszek Kręcki (Bank Kwilecki, Potocki i S-ka).

## Siedziba
Siedziba banku mieściła się przy Hundegasse 123 (ul. Ogarna) (1897–1900), Langasse 39 (ul. Długa) (1900–1904), Langasse 37 (1905), Hundegasse 67/68 (ul. Ogarna) (1907–1912), Langenmarkt 11 (Długi Targ) (1921), Melzergasse 11-13 (ul. Słodowników) (1939).